# Помонято
Помоня́то (також — Помонента, Помоня́та) — пасажирський залізничний зупинний пункт Тернопільської дирекції Львівської залізниці на неелектрифікованій лінії Ходорів — Березовиця-Острів між станціями Ходорів (6 км) та Рогатин (15  км). Розташований між селами Помонята та Долиняни Івано-Франківського району Івано-Франківської області.

## Пасажирське сполучення
На зупинному пункті зупиняються приміські дизель-поїзди сполученням Тернопіль — Ходорів